# Marie-Louise Gheerbrant
Marie-Louise Gheerbrant est une infirmière née en 1883 à Saint-Nicolas-lez-Arras et morte en 1969 à Arras. Elle consacre la plus grande partie de sa vie comme infirmière bénévole à Saint-Nicolas-lez-Arras. Elle se distingue tant par son courage pendant la Première et la Seconde Guerre mondiale que par son dévouement pour la population.

## Enfance
Marie-Louise Gheerbrant nait à Saint-Nicolas-lez-Arras en 1883. Son père, Henri Gheerbrant, est un minotier prospère, maire de la ville et juge au tribunal du commerce d'Arras. Sa mère, Elisa Castelein, est originaire d'Avelgem, en Flandre-Occidentale (Belgique). Le ménage a sept enfants, quatre filles et trois garçons dont un décède par noyade en 1889. Marie Louise est la 6e de la fratrie.  

## Spiritualité

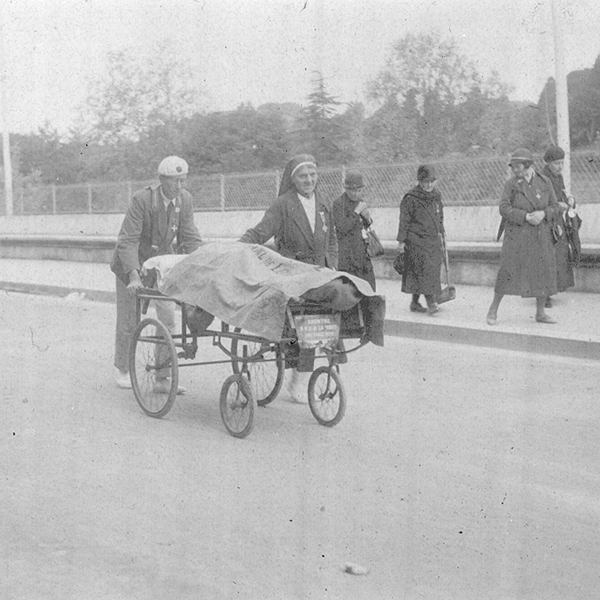
Marie-Louise Gheerbrant accompagnant un malade, à Lourdes, en juin 1933.

Marie Louise grandit dans une ambiance très pieuse. Le prêtre de Saint-Nicolas, Joseph Vaillant, est un ami de la famille. Sa mère fonde un comité de la Ligue féminine d'action catholique dont Marie-Louise sera plus tard la présidente.  La famille a une dévotion pour sainte Thérèse de Lisieux, dont Marie-Louise Gheerbrant possède une relique dès 1914.  Elle récite le chapelet et participe à la messe,.

## Infirmière de Lourdes
Dès 1904, Marie-Louise Gheerbrant s’enrôle parmi les infirmières de Lourdes à Arras.  Elle suit un stage de deux ans et est admise comme infirmière auxiliaire en 1907.  Elle en devient la secrétaire en 1912, puis la présidente en 1930. Elle y est active durant plus de 50 ans.

## Première Guerre mondiale

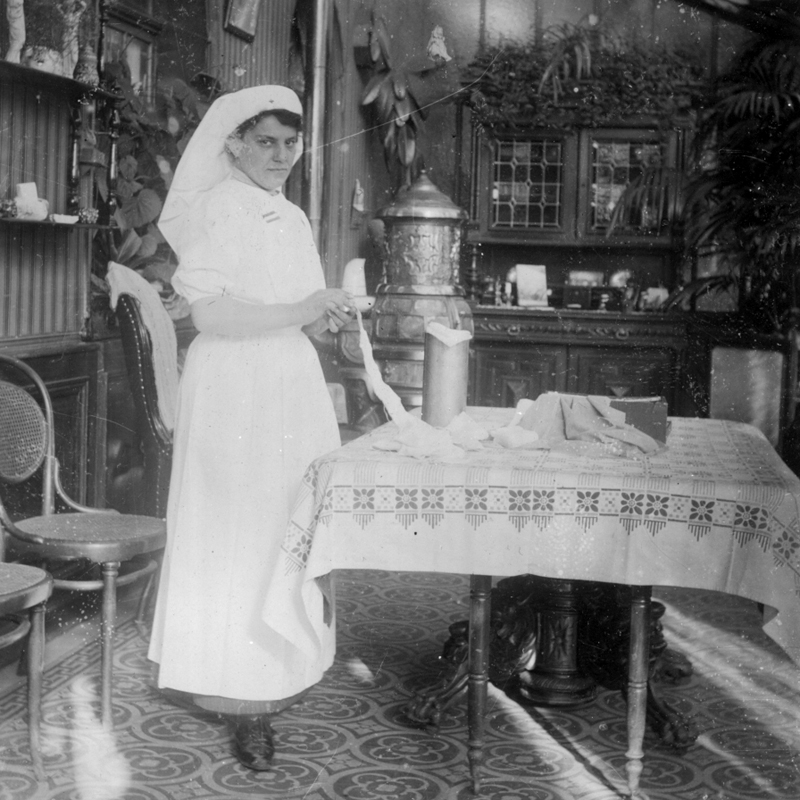
Marie-Louise Gheerbrant en tenue d'infirmière de la Croix-Rouge durant la Première Guerre mondiale, à Saint-Nicolas-Lez-Arras (Pas-de-Calais).

En 1913, Marie-Louise Gheerbrant suit les cours de la Société de secours aux blessés militaires de la Croix-Rouge.  
En janvier 1914, elle signe un engagement pour servir en temps de guerre.
En août 1914, elle est placée, avec Mlles Laroche et Wartel, à la tête de l'hôpital 72, rue des Fours, qui prend en charge des blessés graves de la région de Bapaume. L'arrivée des Allemands et la violence des bombardements provoquent la fermeture et l'évacuation de cet hôpital.
À partir du 17 décembre 1914, elle intègre l'ambulance 1 du 10e corps installée au Saint-Sacrement. Elle y a la charge d'une salle de blessés intransportables comptant une vingtaine de lits.
Le 21 décembre, pendant un bombardement, elle prévient un début d'incendie à la salle Ancelin de Saint-Nicolas, transformée en ambulance.
le 2 mai 1915, elle est citée à l'Ordre du Pays en ces termes "Rien n'a pu ralentir le dévouement de cette jeune fille qui s'est consacrée depuis le début de la guerre au soulagement des soldats blessés.  Empressée auprès des malades, se chargeant parfois des besognes les plus pénibles dans les ambulances; son courage est digne des plus grands éloges.",
Le 23 juin 1915 , un violent bombardement cause l'évacuation et la fermeture de l'hôpital du Saint-Sacrement.  Elle ne reçoit pas de nouvelle affectation et se rend utile aux troupes cantonnées à Saint-Nicolas.  Dès l'automne 1914, elle assiste aux funérailles des derniers habitants de la ville ou de soldats, représentant la Ligue patriotique des Françaises.
En juillet 1915, à la suite de la chute de plusieurs obus sur le domicile familial de Saint-Nicolas, dont elle était une des rares habitantes après l'évacuation générale du village, elle part rejoindre sa famille réfugiée au Touquet Paris Plage.
En août 1915, elle intègre l'hôpital temporaire 72 installé à l'hôtel Atlantic où elle s'occupe des blessés légers jusqu'en août 1917.  Elle est alors infirmière major.  Elle retourne quelques semaines au domicile familial de Saint-Nicolas puis c'est une nouvelle évacuation vers Lisieux, où sa famille s'est installée.
Rentrée à Arras le jour de l'Armistice, elle reprend aussitôt son service pour aider à soigner les malades de la grippe espagnole.  L'épidémie passée, dans le cadre de ses activités avec la Croix-Rouge d'Arras, elle met sur pied sur une cantine afin de porter assistance aux démobilisés et aux  réfugiés de guerre qui rentrent chez eux.  Le maréchal Pétain, en inspection, la décore spontanément, détachant la croix de guerre avec palme de son officier d'ordonnance pour l'épingler à sa poitrine,,.  Elle est citée à l'ordre le 4 juin 1919 : "Pendant les bombardements d'Arras, d'octobre 1914 à juin 1915, n'a cessé comme infirmière, de témoigner d'un courage et d'un dévouement remarquables, soignant les blessés et aidant à leur évacuation, sous les obus, et soutenant le moral de tous par l'exemple de sa bravoure et de sa confiance" 

## Seconde Guerre mondiale
Au début de la Seconde Guerre mondiale, Marie-Louise Gheerbrant prend son service à l'hôpital militaire d'Arras. Dès le 20 mai 1940, l'hôpital est sans eau, gaz ou électricité, le ravitaillement est impossible. Le 22 mai, une partie de l’hôpital prend feu, obligeant à transférer les blessés.  Marie-Louise Gheebrant est particulièrement active à l'hôpital Saint-Jean où elle assiste les docteurs Paris et Bardonnet au service chirurgical jusqu'en septembre 1940,. Le 15 mars 1941, Elle est citée à l'ordre de la division par le général Huntziger en ces termes : "Infirmière courageuse.  Repliée par ordre sur FREVENT le 19 mai 1940, est revenue volontairement la nuit suivante à Arras où elle s'est dépensée sans compter jour et nuit jusqu'après l'occupation de la ville par les Allemands, pour assurer les soins aux blessés.  A fait preuve d'un dévouement et d'un courage dignes d'éloges sous les bombardements répétés et violents et notamment sous celui du 22 mai qui incendie l’Hôpital."
En octobre 1940, dans le cadre des activités de la Croix-Rouge, on lui attribue le service de la prison Saint-Nicaise, alors prison allemande.  Elle tire profit d'une erreur des autorités d'occupation qui prennent son laissez-passer pour entrer à la prison pour une permission de franchir les grilles. Jusqu'en mars 1941, elle visite les prisonniers, y compris ceux en cellule, peut renseigner la Croix-Rouge et les autorités françaises sur leurs identités et transmettre des messages aux uns et aux autres.
Après l'armistice de juin 1940, la Croix-Rouge l'affecte au poste de commande de la défense passive dans les caves du palais Saint-Vaast où, à la morgue, elle assure les derniers devoirs aux victimes des bombardements.  En juin 1942, elle reçoit aussi pour tâche de prêter assistance aux médecins chargés des premiers soins en cas de bombardements.
En septembre/octobre 1944, elle participe aux exhumations et aux identifications des victimes des fusillades de la citadelle d'Arras et à la restitution de leurs dépouilles à leurs familles.
Outre ces activités, Marie Louise Gheerbrant fait partie de nombreux comités de soutien aux soldats dans sa commune.
- De 1939 à 1940, le comité d’entraide aux mobilisés.
- De 1940 à 194-, le comité d'assistance aux prisonniers de guerre.  Préparation des colis.
- En 1948, le comité du souvenir, qui fait poser sur le monument aux morts de la commune une plaque portant les noms de ceux qui sont tombés durant la Seconde Guerre mondiale.
- En 1957, Le comité d'aide aux soldats d'Afrique[16].

## Après Guerre

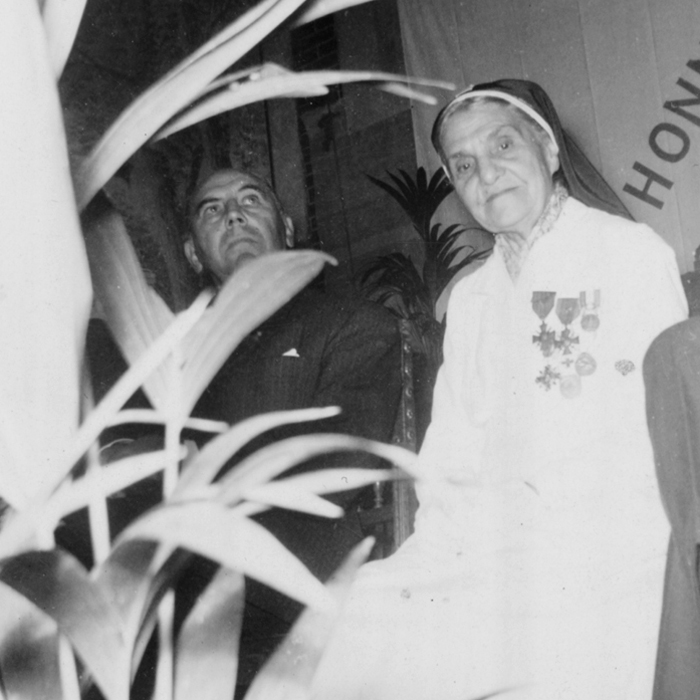
Marie-Louise Gheerbrant durant la cérémonie de remise de la Légion d'honneur, à Saint-Nicolas (Pas-de-Calais), en août 1957.

Après la Seconde Guerre mondiale, Marie-Louise Gheerbrant poursuit encore pendant 5 ans son service à la prison Saint-Nicaise, mêlant le travail social à celui d'infirmière.
Elle consacre ensuite son temps au bénévolat, mettant ses compétences d'infirmière au service de la population : "À n'importe quelle heure du jour ou de la nuit, écrit Libre Artois en 1957,vous pouvez agiter la sonnette du 53 rue Michelet, une petite maison où ne figure nulle plaque : une femme aux cheveux blancs viendra vous ouvrir, prendra son Vélosolex et vous rendra immédiatement le service que vous lui demandez : faire une piqûre, un pansement ou ensevelir un mort. (...) Son devoir, son sacerdoce plutôt, elle continue de l'accomplir chaque jour, dans son quartier et à Saint-Nicolas où elle connait maintenant chaque maison.".
Par décret du 1er août 1957, Elle est décorée de la légion d'honneur.
En mai 1958, dans le cadre des vaccinations D+T, en remplacement d'une collègue démissionnaire, elle est nommée à 75 ans auxiliaire technique sur la commune de Saint-Nicolas-lez-Arras par la préfecture du Pas-de-Calais.  C'est son dernier engagement officiel.
Marie-Louise Gheerbrant décède le 10 septembre 1969 à Arras. Ses obsèques ont lieu le 11 septembre 1969 au cimetière de Saint-Nicolas en présence du général de la Bretesche, président du comité départemental de la Croix-Rouge, qui déclare : "Ceux qui ne connaissent d'elle que sa renommée se croient transportés devant un personnage de légende.  La grandeur de ses vertus pratiquées sans une défaillance au cours d'une longue vie, sa participation aux grands évènements nationaux et mondiaux du siècle ont fait d'elle une figure exceptionnelle." 

## Distinctions

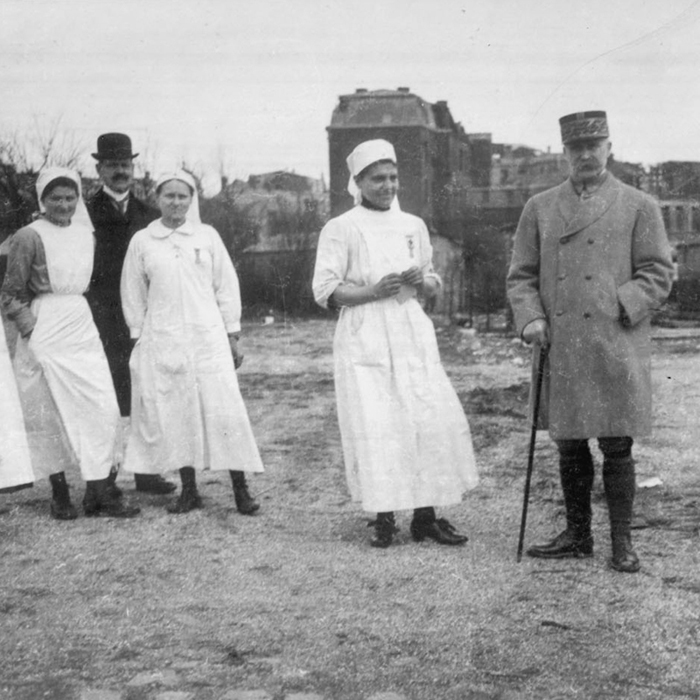
Remise spontanée de la croix de guerre à Marie-Louise Gheerbrant par le maréchal Pétain lors d'une tournée d'inspection à Arras, en 1919.

- Croix de Guerre avec Palme : citation à l'ordre de l'Armée (guerre de 1914-1918)
- Médaille d'honneur Bronze Acte de courage et de dévouement[8],[21]
- Médaille d'argent « Hospitalité de Lourdes » le 21 juillet 1930
- Croix de Guerre avec étoile : Citation à l'ordre de la division le 16 mai 1941
- Barrette vermeille Croix-Rouge 1941
- Médaille d'Argent Croix-Rouge le 7 mai 1946
- Médaille Pro Ecclesia et Pontificie le 19 novembre 1946
- Médaille commémorative de la guerre de 1939-1945 avec barrette « Défense passive » le 16 juin 1952
- Médaille de la Reconnaissance française
- Chevalier de la Légion d'honneur le 1er août 1957

## Postérité
Il existe une rue Marie-Louise-Gheerbrant à Saint-Nicolas-les-Arras.
La promotion 2018 - 2021 de l'Ecole du Personnel Paramédical des Armées porte son nom.